# Giorgio Cantarini
Giorgio Cantarini (Orvieto, 12 aprile 1992) è un attore italiano, vincitore di uno Young Artist Award.

## Biografia
Nasce a Orvieto il 12 aprile 1992. Nel 1997 ha il suo esordio cinematografico con il film premio oscar La vita è bella, nel quale interpreta il ruolo di Giosuè, il figlio del protagonista Guido, interpretato dal regista Roberto Benigni. Grazie a questo ruolo vince lo Young Artist Award, risultando il più giovane attore a essere insignito di questo premio, nonché l'unico attore non statunitense a riceverlo.
Nel 2000 ottiene il ruolo del figlio di Massimo Decimo Meridio nel colossal Il gladiatore, film vincitore di cinque Premi Oscar. Nel 2005 partecipa come concorrente a Ballando con le stelline, ramo del reality di Rai 1 Ballando con le stelle, condotto da Milly Carlucci. Dopo essersi diplomato al liceo classico di Viterbo viene ammesso al Centro sperimentale di cinematografia.
Nel 2014 partecipa al documentario Protagonisti per sempre di Mimmo Verdesca, film vincitore nel 2015 del Giffoni Film Festival come miglior documentario. Nel 2015 è protagonista di AUS - Adotta uno studente, la prima serie web prodotta dalla Rai.

## Vita privata
È fratello di Lorenzo Cantarini, ex-cantante e chitarrista dei Dear Jack.

## Filmografia

### Cinema
- La vita è bella, regia di Roberto Benigni (1997)
- Il gladiatore (Gladiator), regia di Ridley Scott (2000)
- Il giorno, la notte. Poi l'alba, regia di Paolo Bianchini (2007)
- Il mattino ha l'oro in bocca, regia di Francesco Patierno (2007)
- Protagonisti per sempre, regia di Mimmo Verdesca (2015)
- Lamborghini - The Man Behind the Legend, regia di Bobby Moresco (2022)
- Comandante, regia di Edoardo De Angelis (2023)

### Televisione
- In Love and War, regia di John Kent Harrison – film TV (2001)
- Distretto di Polizia – serie TV, episodio 10x07 (2010)

### Cortometraggi
- Psicko Shakespeare, regia di Andrea Baroni (2015)
- Il dottore dei pesci, regia di Susanna della Sala (2018)
- Ferrini, regia di Uriel de Nola (2018)
- Giorno di gloria, regia di Federico Mottica (2019)

## Programmi televisivi
- Ballando con le stelle (Rai 1, 2005) – Concorrente

## Riconoscimenti
- Young Artist Award
  - 1999 – Miglior giovane attore per La vita è bella
- Screen Actors Guild Award
  - 1999 – Candidatura al miglior cast per La vita è bella
- Premio Costa Rossa Festival delle Arti 2024